# Wereldkampioenschappen schoonspringen 1998
De wereldkampioenschappen schoonspringen 1998 vonden plaats van 8 tot en met 18 januari 1998 in Perth, Australië. Het door FINA georganiseerde toernooi maakte deel uit van de wereldkampioenschappen zwemsporten 1998.

## Medailles

### Mannen
| Onderdeel              | Goud                        | Goud   | Zilver                                    | Zilver | Brons                                    | Brons  |
| ---------------------- | --------------------------- | ------ | ----------------------------------------- | ------ | ---------------------------------------- | ------ |
| Eenmeterplank          | Zhuocheng Yu China          | 417,54 | Troy Dumais Verenigde Staten              | 415,74 | Holger Schlepps Duitsland                | 398,31 |
| Driemeterplank         | Dmitri Saoetin Rusland      | 746,79 | Yilin Zhou China                          | 694,92 | Vassili Lisovski Rusland                 | 651,60 |
| Tienmetertoren         | Dmitri Saoetin Rusland      | 750,90 | Tian Liang China                          | 699,30 | Jan Hempel Duitsland                     | 624,15 |
| Driemeterplank synchro | China Hao Xu Zhuocheng Yu   | 313,50 | Duitsland Alexander Mesch Holger Schlepps | 308,28 | Australië Dean Pullar Shannon Roy        | 305,16 |
| Tienmetertoren synchro | China Tian Liang Sun Shuwei | 326,34 | Duitsland Jan Hempel Michael Kühne        | 308,01 | Rusland Igor Lukashin Aleksandr Varlamov | 304,02 |

### Vrouwen
| Onderdeel              | Goud                                    | Goud   | Zilver                     | Zilver | Brons                                      | Brons  |
| ---------------------- | --------------------------------------- | ------ | -------------------------- | ------ | ------------------------------------------ | ------ |
| Eenmeterplank          | Irina Lasjko Rusland                    | 296,07 | Vera Ilyina Rusland        | 288,06 | Zhang Jing China                           | 260,31 |
| Driemeterplank         | Yuliya Pakhalina Rusland                | 544,62 | Jingjing Guo China         | 518,76 | Chantelle Michell Australië                | 515,07 |
| Tienmetertoren         | Olena Zhupina Oekraïne                  | 550,41 | Yuyan Cai China            | 536,25 | Li Chen China                              | 519,45 |
| Driemeterplank synchro | Rusland Irina Lasjko Yuliya Pakhalina   | 282,30 | China Lang Rao Rongjuan Li | 276,18 | Verenigde Staten Tracy Bonner Kathy Pesek  | 263,91 |
| Tienmetertoren synchro | Oekraïne Olena Zhupina Svitlana Serbina | 278,28 | China Yuyan Cai Li Chen    | 276,54 | Verenigde Staten Kristin Link Lindsay Long | 265,47 |

### Medaillespiegel
| Plaats | Land             | Goud | Zilver | Brons | Totaal |
| 1      | Rusland          | 5    | 1      | 2     | 8      |
| 2      | China            | 3    | 6      | 2     | 11     |
| 3      | Oekraïne         | 2    | 0      | 0     | 2      |
| 4      | Duitsland        | 0    | 2      | 2     | 4      |
| 5      | Verenigde Staten | 0    | 1      | 2     | 3      |
| 6      | Australië        | 0    | 0      | 2     | 2      |
| Totaal | Totaal           | 10   | 10     | 10    | 30     |

Zwemmen · Openwaterzwemmen · Schoonspringen · Synchroonzwemmen · Waterpolo
Belgrado 1973 · 
Cali 1975 · 
West-Berlijn 1978 · 
Guayaquil 1982 · 
Madrid 1986 · 
Perth 1991 · 
Rome 1994 · 
Perth 1998 · 
Fukuoka 2001 · 
Barcelona 2003 · 
Montréal 2005 · 
Melbourne 2007 · 
Rome 2009 · 
Shanghai 2011 · 
Barcelona 2013 · 
Kazan 2015 · 
Boedapest 2017 · 
Gwangju 2019 · 
Boedapest 2022 · 
Fukuoka 2023 · 
Doha 2024